# Scotophaeus purcelli
Scotophaeus purcelli är en spindelart som beskrevs av Tucker 1923. Scotophaeus purcelli ingår i släktet Scotophaeus och familjen plattbuksspindlar. Inga underarter finns listade i Catalogue of Life.